# Coupe d'Europe des vainqueurs de coupe de football 1965-1966
Navigation
Coupe des coupes 1964-1965 Coupe des coupes 1966-1967
La Coupe d'Europe des vainqueurs de coupe 1965-1966 voit le sacre du Borussia Dortmund qui bat Liverpool en finale. C'est le premier trophée européen gagné par un club allemand. Lothar Emmerich, avec 14 réalisations durant l'ensemble de la compétition, atteint un total qui ne sera jamais battu par la suite. Le tenant du titre, West Ham, atteint une nouvelle fois le dernier carré de l'épreuve et est éliminé par le futur vainqueur.
C'est la première fois que la règle des buts marqués à l'extérieur est appliquée et il n'y a plus de match d'appui : en cas d'égalité sur l'ensemble des deux matchs, c'est l'équipe qui a marqué le plus de buts à l'extérieur qui se qualifie (comme Budapest Honvéd cette saison face au Dukla Prague). En cas de score identique à l'aller comme au retour, c'est un tirage au sort qui départage les 2 équipes.

## Premier tour
| Équipe 1          | Résultat | Équipe 2                    | Aller  | Retour |
| ----------------- | -------- | --------------------------- | ------ | ------ |
| 1. FC Magdebourg  | 3 - 0    | Spora Luxembourg            | 1 - 0  | 2 - 0  |
| Omonia Nicosie    | 1 - 2    | Olympiakos                  | 0 - 1  | 1 - 1  |
| Wiener Neustädter | 0 - 3    | Stiinta Cluj-Napoca         | 0 - 1  | 0 - 2  |
| FC Sion           | 6 - 3    | Galatasaray                 | 5 - 1  | 1 - 2  |
| Atlético Madrid   | 5 - 0    | Dinamo Zagreb               | 4 - 0  | 1 - 0  |
| Floriana FC       | 1 - 13   | Borussia Dortmund           | 1 - 5  | 0 - 8  |
| Limerick FC       | 1 - 4    | CSKA Sofia                  | 1 - 2  | 0 - 2  |
| AGF Århus         | 4 - 2    | Vitória Setubal             | 2 - 1  | 2 - 1  |
| Dukla Prague      | 2 - 0    | Stade rennais               | 2 - 0  | 0 - 0  |
| Go Ahead Eagles   | 0 - 7    | Celtic Glasgow              | 0 - 6  | 0 - 1  |
| KR Reykjavik      | 2 - 6    | Rosenborg BK                | 1 - 3  | 1 - 3  |
| Coleraine FC      | 1 - 10   | Dynamo Kiev                 | 1 - 6  | 0 - 4  |
| Reipas Lahti      | 2 - 16   | Budapest Honvéd             | 2 - 10 | 0 - 6  |
| Juventus Turin    | 1 - 2    | Liverpool FC                | 1 - 0  | 0 - 2  |
| Cardiff City      | 1 - 3    | Standard de Liège           | 1 - 2  | 0 - 1  |
| West Ham United   | exempté  | en tant que tenant du titre | -      | -      |

## Huitièmes de finale
| Équipe 1            | Résultat | Équipe 2          | Aller  | Retour |
| ------------------- | -------- | ----------------- | ------ | ------ |
| West Ham United     | 6 - 2    | Olympiakos        | 4 - 0  | 2 - 2  |
| Stiinta Cluj-Napoca | 0 - 6    | Atlético Madrid   | 0 - 2  | 0 - 4  |
| AGF Århus           | 0 - 3    | Celtic Glasgow    | 0 - 1  | 0 - 2  |
| 1. FC Magdebourg    | 10 - 3   | FC Sion           | 8 - 1  | 2 - 2  |
| Borussia Dortmund   | 5 - 4    | CSKA Sofia        | 3 - 0  | 2 - 4  |
| Rosenborg BK        | 1 - 6    | Dynamo Kiev       | 1 - 4  | 0 - 2  |
| Dukla Prague        | 4 - 4    | Budapest Honvéd   | 2 - 3e | 2 - 1  |
| Liverpool           | 5 - 2    | Standard de Liège | 3 - 1  | 2 - 1  |

## Quarts de finale
| Équipe 1        | Résultat | Équipe 2          | Aller | Retour |
| --------------- | -------- | ----------------- | ----- | ------ |
| West Ham United | 2 - 1    | 1. FC Magdebourg  | 1 - 0 | 1 - 1  |
| Atlético Madrid | 1 - 2    | Borussia Dortmund | 1 - 1 | 0 - 1  |
| Budapest Honvéd | 0 - 2    | Liverpool         | 0 - 0 | 0 - 2  |
| Celtic Glasgow  | 4 - 1    | Dynamo Kiev       | 3 - 0 | 1 - 1  |

## Demi-finales
| Équipe 1        | Résultat | Équipe 2          | Aller | Retour |
| --------------- | -------- | ----------------- | ----- | ------ |
| West Ham United | 2 - 5    | Borussia Dortmund | 1 - 2 | 1 - 3  |
| Celtic Glasgow  | 1 - 2    | Liverpool         | 1 - 0 | 0 - 2  |

## Finale
| Équipe 1          | Résultat | Équipe 2  |
| ----------------- | -------- | --------- |
| Borussia Dortmund | 2 - 1 ap | Liverpool |